# Tidal (servizio)
Tidal è un servizio di streaming di musica, podcast e video in abbonamento, che combina una qualità audio lossless a video musicali in alta definizione con contenuti esclusivi e funzionalità speciali. Tidal è stato lanciato nel 2014 dalla società ad azionariato diffuso norvegese Aspiro
In virtù di accordi di distribuzione con le principali etichette discografiche e molte indipendenti, Tidal afferma di offrire l'accesso a oltre 50 milioni di brani e 200 000 video musicali. Offre due livelli di servizio: Tidal Premium (qualità lossy) e Tidal HiFi (qualità CD senza perdita di dati - 16 bit / 44,1 kHz basato su FLAC e precedentemente anche MQA, in genere 24 bit / 96 kHz). Tidal afferma di pagare la più alta percentuale di royalties a artisti e compositori nel mercato dello streaming musicale.
Nel marzo 2015, Aspiro è stata acquisita dalla Project Panther Bidco Ltd. di Jay-Z, che ha rilanciato il servizio con una campagna di marketing di massa. Alcuni artisti musicali hanno cambiato il design del loro profilo sui social media in blu e hanno pubblicato la frase "#TIDALforAll" su Facebook, Twitter e Instagram. In una conferenza stampa del 30 marzo 2015 si sono presentati Jay-Z e altri 15 musicisti, dichiarati comproprietari e stakeholder di Tidal. Il servizio è stato promosso come il primo servizio di streaming gestito da artisti.
Mentre alcuni osservatori hanno elogiato l'impressionante alta fedeltà, la qualità audio lossless e le commissioni di abbonamento più elevate che avrebbero comportato royalties più elevate per artisti e i compositori, altri hanno ritenuto che gli elevati costi di abbonamento e i contenuti esclusivi per Tidal degli artisti coinvolti potessero comportare un incremento della pirateria musicale. Al marzo 2016, Tidal affermava di avere oltre 3 milioni di abbonati, per quanto la veridicità di tali affermazioni e i loro numeri di streaming segnalati siano stati messi in discussione. Al febbraio 2020, Tidal afferma di operare in 52 paesi. Il 23 gennaio 2017, Sprint Corporation ha acquisito il 33% di Tidal per la cifra dichiarata di $ 200 milioni.
Dal 10 aprile 2024, i due piani di abbonamento sono stati fusi in un unico piano al prezzo del precedente piano HiFi e con la qualità del piano HiFi plus superiore (fino a 9216 kbps).
Il 17 giugno 2024 è stata annunciata la rimozione del formato 360 Reality Audio di Sony e del formato MQA, a favore dell'utilizzo esclusivo del formato FLAC.

## Storia
Separato da WiMP, che fu lanciato in Norvegia nel 2010 e venne reso disponibile successivamente in Svezia, Danimarca, Germania e Polonia, il 28 ottobre 2014 Aspiro lanciò per la prima volta il marchio Tidal anche nel Regno Unito, negli Stati Uniti e in Canada. Il lancio fu supportato da Sonos e altri 15 produttori di audio domestico come partner di integrazione. Nel gennaio 2015, Tidal venne lanciato in altri cinque paesi europei: Irlanda, Finlandia, Paesi Bassi, Belgio e Lussemburgo.
Nel gennaio 2015, Aspiro fu acquisita dalla Project Panther Bidco Ltd. (di proprietà di rapper Jay-Z) per 466 milioni di corone svedesi (€ 49,9 milioni). Prima di acquisire Aspiro, Jay-Z dichiarò in un'intervista a Billboard che era disposto a collaborare con altri servizi di streaming per realizzare la sua visione. «Abbiamo parlato con ogni singolo servizio e abbiamo esplorato tutte le opzioni», ha detto, «Ma alla fine, abbiamo pensato di modellare questa cosa sulla base della nostra visione, per cui abbiamo avuto bisogno di indipendenza. E quella si è dimostrata l'alternativa migliore per noi, non una più facile, intendiamoci», ha concluso.
Il 16 aprile 2015 fu reso noto al pubblico che Tidal stava chiudendo i suoi uffici Aspiro originari a Stoccolma, terminando l'impiego di tutti i dipendenti svedesi e del CEO di allora Andy Chen. La compagnia si rifiutò di commentare la chiusura degli uffici, ma confermò che Andy Chen sarebbe stato sostituito come CEO da Peter Tonstad. Nel settembre 2015, Tidal iniziò a vendere download digitali e CD. Nel dicembre 2015, Tidal nominò Jeff Toig amministratore delegato dell'azienda. Toig lasciò poi l'azienda nel marzo 2017, quindi nell'agosto 2017 fu annunciato, al suo posto, Richard Sanders.
Nel gennaio 2017, la società annunciò una partnership con la società britannica Master Quality Authenticated (MQA) per la fornitura di registrazioni di qualità master, versioni autenticate e ininterrotte (in genere 96 kHz / 24 bit) con la massima risoluzione possibile per i propri abbonati HiFi. MQA è un formato "lossy". Il 23 gennaio 2017, il gestore di telefonia mobile statunitense Sprint annunciò l'acquisizione di una quota del 33% di Tidal, lanciando nel contempo un'offerta con contenuti esclusivi dedicata ai clienti Sprint. Nel settembre 2017, Tidal strinse una partnership con l'app del portale web di Mercedes-Benz. La rapper americana Nicki Minaj recitò in uno spot pubblicitario dedicato alla partnership Mercedes.
Nel 2017, Tidal annunciò il lancio di una serie di podcast nel corso dell'anno, nei quali i rapper americani Fat Joe e Joey Badass conducono rispettivamente Coca Vision e 47 Minutes.
Il 2 Marzo 2021 è stato annunciato che la compagnia di tecnofinanza Square aveva raggiunto un accordo per acquisire la maggioranza delle quote di Tidal. Square pagherà 297 milioni di euro in contante e azioni per Tidal e Jay-Z avrà una posizione nel consiglio di amministrazione. Jay-Z e gli altri artisti che possiedono azioni di Tidal rimarranno investitori.

## Esclusività della piattaforma
Un punto di forza di Tidal, in relazione alla concorrenza di altri servizi di streaming come Spotify e Pandora Radio, è il contenuto esclusivo reso disponibile in anteprima dagli artisti attualmente comproprietari dell'azienda, così come altri artisti. Contenuti esclusivi disponibili al lancio di Tidal includevano il singolo di Rihanna Bitch Better Have My Money, il debutto televisivo dei The White Stripes, Daft Punk's Electroma (2006) e playlist curate personalmente da Jay-Z, Beyoncé, Arcade Fire e Coldplay.
Inoltre, il catalogo di Jay-Z non era disponibile su Spotify, ma era quasi completamente esclusivo su Tidal, fino al suo cinquantesimo compleanno.

### Proprietà degli artisti
Tidal è attualmente di proprietà di Jay-Z e di numerosi altri artisti musicali di successo, il che lo rende il primo servizio di streaming al mondo di proprietà di artisti. L'idea di tale contesto è stata pubblicizzata come il «ripristinare il valore della musica lanciando un servizio di proprietà di artisti». Durante la conferenza stampa di presentazione, Jay-Z, Alicia Keys, Arcade Fire, Beyoncé, Calvin Harris, Chris Martin, Daft Punk, deadmau5, J. Cole, Jack White, Jason Aldean, Kanye West, Madonna, Nicki Minaj, Rihanna e Usher si sono presentati sul palco quali «proprietari di TIDAL». Eric Harvey di Pitchfork ha dichiarato riguardo agli stessi: «Questi sono l'1% della musica pop al mondo in questo momento, questi sono artisti che non rispondono alle etichette discografiche, non rispondono alle corporazioni».
La conferenza di presentazione si è tenuta il 30 marzo 2015 allo Skylight della stazione di Moynihan di New York. La conferenza è iniziata con una breve introduzione sul servizio. Dopo aver presentato i sedici comproprietari di Tidal sul palco, Alicia Keys ha parlato a nome degli artisti e di Tidal, dichiarando: «Ci riuniamo davanti a voi in questo giorno, il 30 marzo 2015, come un'unica voce nella speranza che oggi sarà un altro di quei momenti nel tempo, un momento che cambierà per sempre il corso della storia della musica». Keys ha anche descritto l'evento come una «cerimonia di diploma». Alla fine della conferenza stampa, tutti gli artisti sul palco hanno firmato una dichiarazione, che ha attestato la missione di Tidal. Tidal ha affermato di aver guadagnato 100 000 nuovi abbonati grazie alla conferenza stampa che ha rivelato gli artisti coinvolti nel servizio.
Nel giugno 2015, Lil Wayne si unì al roster del servizio come co-proprietario, inaugurando la partnership con la pubblicazione della traccia esclusiva Gloria. Il 23 febbraio 2016, T.I. si unì a sua volta al roster come ultimo comproprietario, pubblicando Money Talk, singolo tratto dal suo decimo album, Dime Trap, in esclusiva sul servizio; l'album è stato trasmesso in streaming live dal Greenbriar Mall di Atlanta.
Il 1º luglio 2017, venne annunciato che Kanye West avrebbe lasciato la proprietà e le azioni di Tidal, dopo una discussione con il consiglio di amministrazione per questioni finanziarie in merito al risarcimento per i suoi contributi alla compagnia. Kanye West successivamente chiese a Tidal un pagamento di $ 3 milioni per il suo impegno economico nel marketing, produzione video e rivendicando l'uscita del suo album del 2016, The Life of Pablo, quale ragione dell'aumento di 1,5 milioni di abbonati di Tidal subito dopo l'uscita. In risposta, Tidal dichiarò come West non fosse riuscito a consegnare i video che aveva promesso sul suo contratto.

### Pubblicazioni
Nell'aprile 2015, le esclusive di Tidal includevano Beyoncé con un video di Die with You, canzone inedita dedicata all'anniversario del suo matrimonio con Jay-Z, Madonna con un teaser del suo successivo video musicale per Ghosttown e Rihanna che debuttava con la sua nuova canzone, con video musicale, American Oxygen.
Nel gennaio 2016, Tidal pubblicò Anti di Rihanna come stream esclusivo per una settimana.
Nel febbraio 2016, Tidal si assicurò una versione iniziale esclusiva di The Life of Pablo di Kanye West. West giurò che l'album «non sarebbe mai apparso su nessun altro servizio [tranne Tidal]», né sarebbe mai stato messo in vendita.
Il 23 aprile 2016, Beyoncé pubblicò il suo secondo album visivo, Lemonade, via streaming esclusivamente su Tidal. Il 25 aprile, venne reso disponibile per l'acquisto su traccia o album su Amazon Music e iTunes Store e il 6 maggio arrivò presso i rivenditori fisici.
L'album 4:44 di Jay Z del 2017 debuttò su Tidal. L'anno successivo, Jay Z pubblicò un album in collaborazione con Beyoncé, Everything is Love, su Tidal.
L'album orchestrale di deadmau5 Where's the Drop? viene pubblicato il 30 marzo 2018 su Tidal con l'esclusiva della durata di un anno. L'uscita dell'album è stata supportata da una performance live della CMG Music Recording Orchestra al The Wiltern, un teatro di Los Angeles, il 1º aprile 2018. ll concerto è stato trasmesso in streaming su Tidal.

### Dirette streaming
Tidal trasmette regolarmente concerti dal vivo e on demand, tra cui il festival Made in America e TIDAL X Brooklyn.
Nel 2018, Tidal ha trasmesso in streaming il 25° Summer Jam annuale di Hot 97.
Sempre nel 2018, Tidal ha collaborato con l'Equal Justice Initiative per trasmettere in streaming The Concert for Peace and Justice. Il concerto ha commemorato l'apertura del National Memorial for Peace and Justice e The Legacy Museum, entrambi situati a Montgomery, in Alabama.

## Accoglienza
Poco dopo il lancio e la conferenza stampa di presentazione di Tidal, la versione mobile del servizio ha raggiunti le prime 20 posizioni della classifica delle app per iPhone negli Stati Uniti. A seguito delle critiche mosse alla sua «campagna di marketing fuori campo», due settimane dopo, l'app era già caduta dalla classifica dei primi 700 della stessa lista.

### Elogi
Glenn Peoples di Billboard ha scritto che Tidal era una buona cosa per l'industria musicale. Ha affermato che il mercato dello streaming negli Stati Uniti aveva bisogno di un «calcio nel sedere», prendendo nel merito il tasso di crescita dello streaming dal 2014 al 2015. Le persone hanno anche notato che una maggiore concorrenza nel mercato dello streaming è una cosa positiva in quanto potrebbe portare a una «maggiore diffusione dell'innovazione». Ha concluso che un servizio come Tidal - che viene promosso pagando una buona quantità di royalties sia agli artisti che agli autori - avrebbe portato l'industria nel suo insieme a risolvere i suoi problemi con le royalties in streaming.

### Critica
Scrivendo per USA Today, Micah Peters ha pubblicato un elenco di «3 motivi per cui il nuovo servizio di streaming Tidal di Jay-Z è stupido». L'articolo si focalizzava sui concetti secondo i quali l'alta fedeltà, il modello di qualità audio senza perdita di dati promosso, andava «sovrastimando l'ascoltatore medio». Peters era preoccupato del fatto che la maggior parte degli ascoltatori non avesse le cuffie avanzate necessarie per distinguere la differenza tra l'audio normale e l'audio ad alta fedeltà. L'articolo affermava inoltre che il prezzo di $ 20 non era ragionevole per il mercato di massa.
L'artista Lily Allen ha espresso le sue opinioni su Tidal sul suo account Twitter ufficiale. Temeva che l'alto prezzo di Tidal, così come la popolarità di massa dei comproprietari degli artisti, potessero paralizzare l'industria musicale e aumentare la pirateria. Ha dichiarato: «Rispetto molto Jay-Z, ma Tidal è (molto) caro rispetto ad altri servizi di streaming di tutto rispetto, ha preso i più grandi artisti... Li ha resi esclusivi di Tidal (ho ragione nel pensare questo?), la gente sta facendo ritorno in massa a siti di pirateria».
Jay-Z ha risposto alle critiche con un freestyle durante il concerto Tidal X: Jaÿ-Z B-Sides. Confronta Tidal con Apple e Nike e afferma che Tidal è stato sottoposto a critiche ipocrite.
La decisione di Kanye West di pubblicare inizialmente il suo album The Life of Pablo come esclusiva per lo streaming su Tidal ha portato critiche da parte dei fan, i quali hanno lamentato il fatto che l'esclusività dello streaming potesse promuovere la pirateria. L'album è stato piratato oltre 500 000 volte a partire dal 17 febbraio 2016. West in seguito rese disponibile l'album per lo streaming sui servizi concorrenti. Nel luglio 2017, West ha risolto il suo contratto con Tidal, sostenendo che il servizio gli dovesse $ 3 milioni.

## Finanze e royalties
Un artista ha dichiarato che le royalties per traccia di Aspiro/Tidal risultano più di tre volte superiori a quelle pagate da Spotify, ma che le stesse possano diminuire a fronte di un ritorno sugli investimenti sufficiente. Jay-Z ha commentato in un'intervista a Billboard che gli artisti verrebbero pagati di più venendo trasmessi in streaming su Tidal rispetto a Spotify, affermando: «Gli artisti faranno più soldi? Anche se ciò significa meno profitti per i noi? Assolutamente». Nella stessa intervista ha anche sottolineato che il servizio era dedicato alle persone «più in basso nella catena alimentare».
Il 27 febbraio 2016, Yesh Music, LLC e John Emanuele della band The American Dollar indissero una causa per azione collettiva da 5 milioni di dollari, affermando che Tidal dovesse ancora compensare la band per le royalty maturate dallo streaming delle loro 116 canzoni protette da copyright. L'accusa ha anche imputato Tidal di dichiarare numeri errati nei pagamenti agli artisti e di aver praticato tagli individuali del 35%. Tidal ha dichiarato in sua difesa di essere pienamente aggiornata su tutti i diritti d'autore del gruppo e di aver rimosso la proprietà intellettuale dai propri server.

## Controversie
Nel gennaio 2017, il quotidiano norvegese Dagens Næringliv ('Affari del giorno') riferì di aver ricevuto documenti interni che rivelavano un numero di abbonati inferiore rispetto a quanto pubblicamente annunciato da Tidal e dai suoi proprietari, con solo 350 000 utenti a settembre 2015 (in contraddizione con un'affermazione di Jay- Z per la quale il servizio avesse un milione di utenti) e 850 000 abbonati entro marzo 2016, anziché i 3 milioni dichiarati dal servizio (che potrebbero essere stati gonfiati includendo gli utenti in prova gratuita).
Nel maggio 2018, Dagens Næringliv ha pubblicato un rapporto nel quale accusava Tidal di falsificare intenzionalmente i numeri di streaming per gli album Lemonade di Beyoncé e The Life of Pablo di Kanye West, pagando di conseguenza royalties gonfiate alle etichette discografiche degli artisti. Il giornale ha sostenuto la sua relazione con uno studio completo del Center for Cyber and Information Security dell'Università norvegese di scienza e tecnologia. Variety ha riferito che il servizio musicale, che "ha raramente condiviso i suoi dati pubblicamente", essendo la piattaforma di streaming esclusiva per entrambi gli album sopracitati, "ha affermato che l'album di West era stato trasmesso in streaming 250 milioni di volte nei suoi primi 10 giorni di rilascio nel febbraio 2016, sostenendo nel contempo di avere solo 3 milioni di abbonati, un'affermazione che avrebbe significato che ogni abbonato avesse suonato l'album in media otto volte al giorno; e - sempre secondo i dati - l'album di Beyonce sarebbe stato trasmesso in streaming 306 milioni di volte nei suoi primi 15 giorni di rilascio nell'aprile del 2016."
(Dagens Næringsliv (via Music Business Worldwide))
 La società ha negato qualsiasi illecito. A seguito delle accuse, la società di riscossione norvegese TONO ha presentato una denuncia ufficiale alla polizia contro Tidal. L'organizzazione musicale danese Koda ha anche annunciato che condurrà un audit indipendente sui dati di Tidal.

## Modello

### Piattaforme
Le app di Tidal sono disponibili per Microsoft Windows, macOS, webOS, Tizen, iOS e Android,. Tidal è compatibile con Apple TV, Amazon Alexa, Apple Watch, Roku, CarPlay, Android TV, come PWA, e su Amazon Fire TV.

## Disponibilità geografica

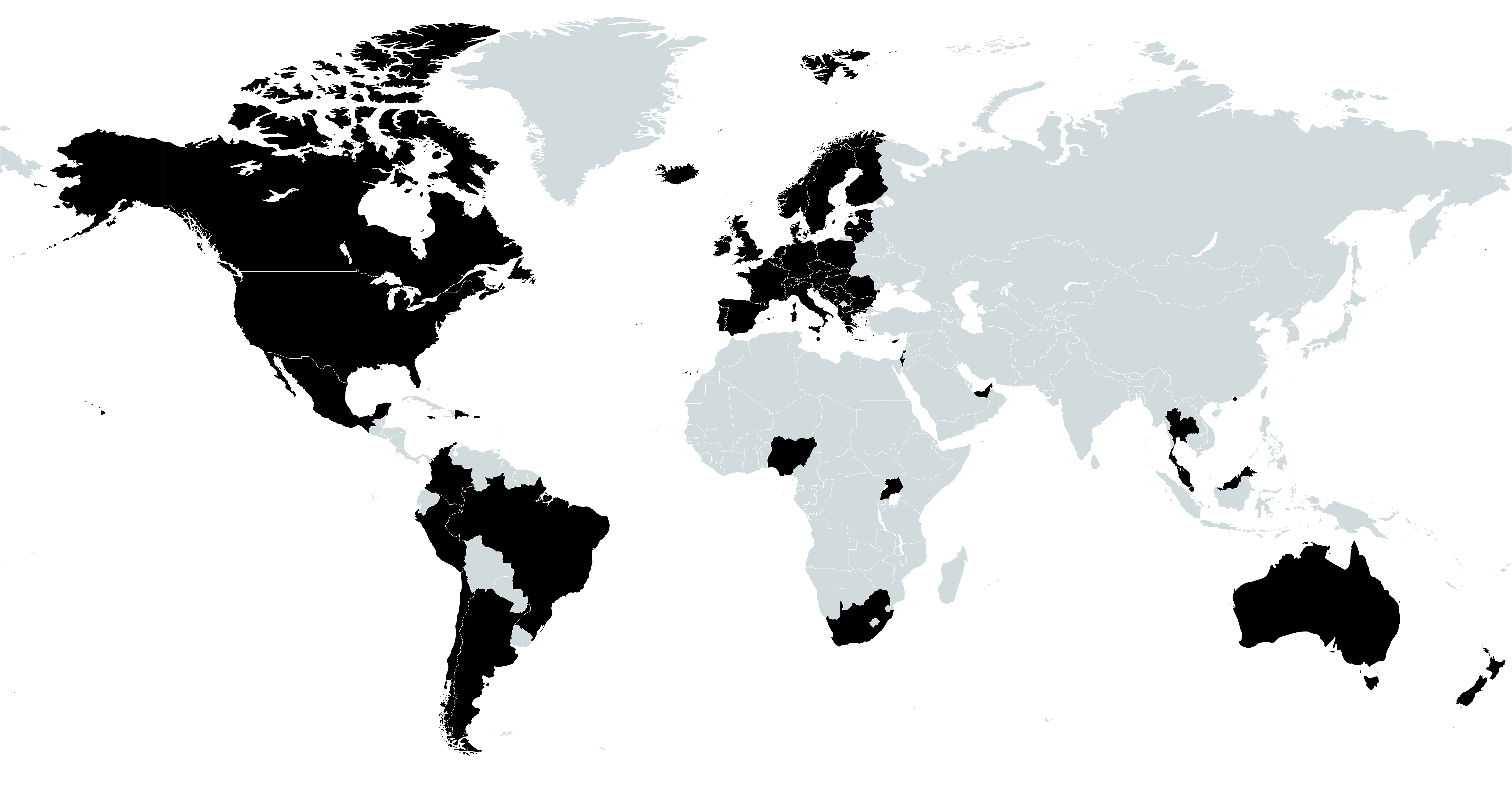
Mappa raffigurante la disponibilità di Tidal nel mondo

### Piani[72]

#### Abbonamenti
| Nome       | Prezzo al mese              | Senza pubblicità | Tempo di ascolto | Audio ad alta fedeltà e lossless | bitrate                                                    | codec                                            |
| ---------- | --------------------------- | ---------------- | ---------------- | -------------------------------- | ---------------------------------------------------------- | ------------------------------------------------ |
| Individual | 10,99 $ · 10,99 £ · 10,99 € | Sì               | Illimitato       | Sì                               | Fino a 9216 kbps (Max), 1411 kbps (Alta), 320 kbps (Bassa) | FLAC (Max/Alta), MQA (in rimozione), AAC (Bassa) |
| Family     | 14,99 $ · 14,99 £ · 14,99 € | Sì               | Illimitato       | Sì                               | Fino a 9216 kbps (Max), 1411 kbps (Alta), 320 kbps (Bassa) | FLAC (Max/Alta), MQA (in rimozione), AAC (Bassa) |
| Student    | 4,99 $ · 4,99 £ · 4,99 €    | Sì               | Illimitato       | Sì                               | Fino a 9216 kbps (Max), 1411 kbps (Alta), 320 kbps (Bassa) | FLAC (Max/Alta), MQA (in rimozione), AAC (Bassa) |

#### Estensioni
| Nome          | Prezzo al mese           | Piano richiesto |
| ------------- | ------------------------ | --------------- |
| Estensione DJ | 9,00 $ · 9,00 £ · 9,00 € | Individual      |